# Marty Golubitsky
Martin Aaron Golubitsky (né en 1945) est un mathématicien américain, professeur distingué de mathématiques à l'université d'État de l'Ohio et ancien directeur du Mathematical Biosciences Institute (en).

## Biographie

### Formation
Marty Golubitsky est né le 5 avril 1945 à Philadelphie, en Pennsylvanie. Il obtient son bachelor en 1966 à l'université de Pennsylvanie puis sa maîtrise la même année. Il obtient son doctorat au Massachusetts Institute of Technology en 1970, où son directeur de thèse est Victor Guillemin, avec une thèse intitulée « Primitive Actions and Maximal Subgroups of Lie Groups »,. 

### Carrière

#### À temps plein

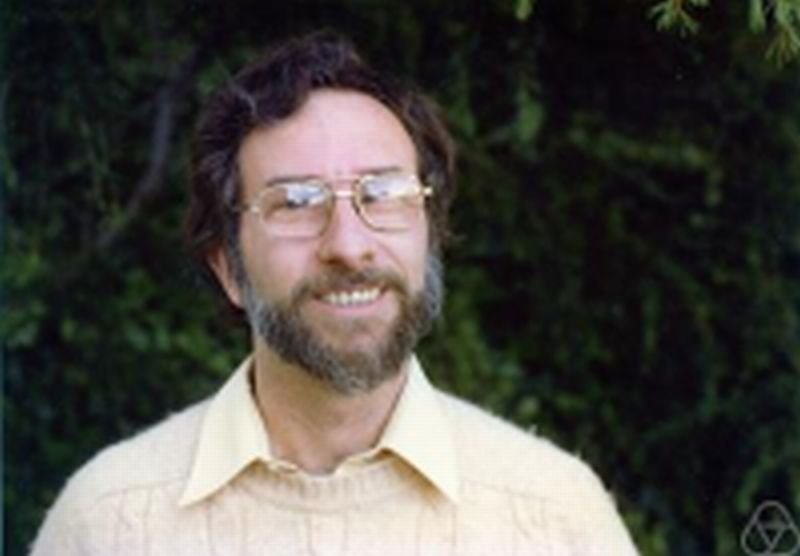
Martin Golubitsky, à Berkeley en 1982.

De septembre 1974 à décembre 1976, il est professeur adjoint au Queens College et de janvier de l'année suivante à août 1979, il y est professeur associé. À partir du même mois de 1979, il s'installe à l'université d'État de l'Arizona où il devient professeur et y exerce jusqu'en août 1983. En septembre de la même année, il occupe le même poste à l'université de Houston, où il reste jusqu'en novembre 2008. Jusqu'en 2016, il est directeur de l'Institut de biosciences mathématiques de l'Université d'État de l'Ohio, où il conserve une chaire distinguée en mathématiques. Il s'affilie à des organisations telles que l'Association américaine pour l'avancement des sciences, l'American Mathematical Society, l'Association for Women in Mathematics et la Society for Industrial and Applied Mathematics. Il est président de la Society for Industrial and Applied Mathematics (SIAM) de 2005 à 2006. En 2012, il devient Fellow inaugural de l'American Mathematical Society  et en 2009, Fellow du SIAM . 

#### En visite
De janvier 1980 à juin de la même année, il travaille à l'université Nice-Sophia-Antipolis en tant que professeur invité puis de septembre à décembre de l'année suivante, il travaille à l'université Duke. Il travaille ensuite à l'université de Californie à Berkeley, au même poste pendant deux mois à l'été 1982, puis de janvier à juin 1989, il travaille à l'Institut de mathématiques et d'applications, une division de l'université du Minnesota. Il continue à occuper ce poste même quatre ans plus tard, alors que, de janvier à juin 1993, il travaillait à la division de l'université de Waterloo appelée Fields Institute. D'août à novembre 2005, il travaille à l'Institut Isaac-Newton et au Trinity College de Cambridge, puis de janvier à juin 2006, il travaille à l'université de Toronto en tant que professeur distingué. Depuis juillet 2005, il travaille comme professeur adjoint à la division de mathématiques informatiques et appliquées de l'université Rice. 

## Publications
En 1992, lui et Ian Stewart écrivent un livre intitulé Fearful Symmetry : Is God a Geometer ? qui est publié par Blackwell Publishers à Oxford. En 1994, il est traduit en néerlandais, puis en 1995 en italien. Son deuxième livre, sur lequel il travaille avec M. Field, intitulé Symmetry in Chaos: A Search for Pattern in Mathematics, Art, and Nature, est publié par Oxford University Press en 1992 ; suit une traduction allemande en 1993 et une traduction française la même année. En plus de ses livres, il écrit également de nombreux articles évalués par des pairs et a même été coéditeur de Multiparameter Bifurcation Theory, Contemporary Mathematics, publiée par l'Association for Computing Machinery en 1986. 
Son livre de 2001 The Symmetry Perspective, de nouveau écrit avec Ian Stewart, est lauréat du prix Ferran Sunyer i Balaguer.
- (en) Martin Golubitsky et Victor Guillemin, Stable Mappings and Their Singularities, Springer-Verlag, coll. « Graduate Texts in mathematics 14 », 1973 (ISBN 0-387-90073-X).
- Martin Golubitsky et Ian Stewart, Fearful symmetry : is God a geometer?, Blackwell, 1992 (ISBN 0-631-18251-9 et 978-0-631-18251-1, OCLC 24701992, lire en ligne).
- avec D. G. Schaeffer : Singularities and Groups in Bifurcation Theory, Springer Verlag, vol 1, 1985, vol 2 (avec Ian Stewart) 1988.
- avec M. Dellnitz : Linear Algebra and Differential Equations using Matlab, Brooks-Cole 1999.
- avec Ian Stewart : The Symmetry Perspective: From Equilibrium to Chaos in Phase Space and Physical Space, Progress in Mathematics, Birkhäuser 2002.
- avec M. Field : Symmetry in Chaos. A search for pattern in mathematics, art and nature, Oxford University Press 1992.

## Vie privée
Il est marié avec la mathématicienne Barbara Keyfitz.